# Електронна культура
Електрóнна культура (англ. e-culture) - вища форма розвитку культури і людської цивілізації, ключовою характеристикою якої є можливість обміну людськими думками на величезних відстанях за допомогою електронних засобів комунікації.
Одним з теоретиків можна вважати Маршалла Маклуена, який розглядав її у своїх роботах про теорію масових комунікацій. 
Стратегією розвитку інформаційного суспільства в Україні визначено розділ Е-культура
Основними пріоритетами діяльності є створення електронних версій культурного надбання бібліотек, музеїв, архівів, образотворчого мистецтва (живопис, графіка, скульптура), нерухомого культурного надбання (архітектура, ландшафт), кіно, телебачення тощо.
З метою розвитку е-культури необхідно здійснювати заходи щодо:
- підвищення ефективності використання і забезпечення доступу до документів, які зберігаються у бібліотечних фондах, з використанням інформаційно-комунікаційних технологій, зокрема шляхом виконання Державної цільової національно-культурної програми створення єдиної інформаційної бібліотечної системи “Бібліотека - XXI”, затвердженої постановою Кабінету Міністрів України від 17 серпня 2011 р. № 956 (Офіційний вісник України, 2011 р., № 71, ст. 2672);

- сприяння створенню в електронній формі культурних цінностей, їх збереженню та забезпеченню широкого доступу;

- забезпечення процесів переведення в електронну форму документів архівних, бібліотечних, музейних фондів, інших фондів закладів культури та створення електронних інформаційно-пошукових систем з історії, культури, народної творчості, сучасного мистецтва України, зокрема підвищення рівня забезпечення збереженості документів Національного архівного фонду;

- накопичення національних інформаційних ресурсів в економічній, науково-технічній, соціальній, національно-культурній сфері, охороні довкілля з обов’язковим створенням української лінгвістичної системи та українського лінгвістичного порталу в Інтернеті;

- створення необхідної техніко-технологічної інфраструктури, електронних інформаційних ресурсів в архівах, бібліотеках, музеях, науково-дослідних установах з визначенням вимоги щодо обов’язковості сумісності таких ресурсів;

- реалізація пілотного проекту “Єдина інформаційна система надбань документальної спадщини”;

- підтримка діяльності державних та інших організацій із збереження в суспільстві культурних і моральних цінностей, традицій патріотизму і гуманізму з використанням інформаційно-комунікаційних технологій.